# 嘉南勇士
嘉南勇士（かなんゆうし）は、台湾の台湾職業棒球大聯盟に所属していたプロ野球チーム。中華職棒の米迪亜ティー・レックスの前身の1つ。
嘉南の名は、本拠とする嘉義と台南とに由来する。

## 歴史
- 1996年12月1日 - 球団設立。
- 2003年1月 - 台中金剛と合併、那魯湾太陽となる。

### チーム名及びスポンサーの変遷
- 1997年－1999年：嘉南年代勇士 - スポンサーは年代電視台。
- 2000年：嘉南遠伝勇士 - スポンサーは遠伝電信。
- 2001年：嘉南網客勇士 - スポンサーは台湾第一生化科技公司。「網客」は商品名。
- 2002年：嘉南勇士 - スポンサー無し

## チーム成績・記録
- リーグ優勝　1回（1997年）
- 年間王者　1回（1997年）

## 本拠地
- 嘉義市立野球場、 嘉義県立野球場、台南市立野球場

## 歴代監督
- 趙士強（1997年）
- 杜福明（1998年 - 1999年, 2001年）[1]
- デーブ・ヒルトン（2000年, 2002年）

## 日本のプロ野球との関係
日本の球団に在籍したことのある主な選手・コーチ
コーチ
- 渡辺久信
- デーブ・ヒルトン（希爾頓）
- マーク・ブダスカ（馬達佳）

選手
- 陳義信
- ロッド・ブリューワ（布爾）
- カルロス・ミラバル（馬來寶）
- ポール・ゴンザレス（保羅）
- ロバート・ウィッシュネフスキー（勞勃）
- 渡辺久信
- 小島弘務
- 佐々木高広（NPB経験なし）

## その他在籍した選手・コーチ
選手
- ギャビン・フィングルソン (費格森)